# Pachycondyla tridentata
Pachycondyla tridentata är en myrart som beskrevs av Smith 1858. Pachycondyla tridentata ingår i släktet Pachycondyla och familjen myror.

## Underarter
Arten delas in i följande underarter:
- P. t. debilior
- P. t. exasperans
- P. t. tridentata